# بروغلوميد
بروغلوميد (ميليد) proglumide هو دواء يثبط حركية الجهاز المعدي المعوي ويقلل الإفراز المعدي.
يعمل بمثابة مضاد للكوليسيستوكينين، الذي يحجب النمطين الفرعين CCKA (مستقبلات كوليسيستوكينين A) وCCKB (مستقبلات كوليسيستوكينين B).
استعمل بشكل رئيسي لعلاج القرحة المعدية، مع أنه استبدل الآن بمركبات جديد تستعمل لهذا الغرض.
التأثير الجانبي المثير للاهتمام هو أن بروغلوميد يعزز من تأثير مسكنات الألم التي تنتجها الأدوية الأفيونية، ويمكن أن يمنع أو حتى يعكس تطور الاعتماد على الأدوية الأفيونية
هذا ما يجعله مفيد كدواء مساعد للأفيونات المسكنة المستخدمة لعلاج حالات الألم المزمنة كالسرطان، الذي قد يتطلب استخدام المسكنات الأفيونية لفترة طويلة وهذا ما يؤدي إلى تطوير تحمل قد يقلل من الفعالية السريرية لهذه الأدوية.
أظهر البروغلوميد آلية تأثير كمنبه لمستقبلات دلتا الأفيونية التي قد تُساهم في تأثيراته المُسكنة.
يعمل البروغلوميد أيضاً كمُضخم لتأثير الغفل في حالات الألم. عندما تم حقنه مع معرفة المريض بذلك كان تأثيره المُسكن أكبر من الغفل المُعطى بنفس طريق الإعطاء.
وعندما تم حقنه سراً، فإنه لا يملك أي تأثير، في حين أنّ أدوية الألم المعيارية تملك تأثيراً، حتى لو أعطيت بدون انتباه المتطوع. إنّ آلية العمل المفترضة هو تعزيز الطرق العصبية.